# Ruski Komarivci
Ruski Komarivci, česky také Komárovce, rusínsky Руські Комаровци, ukrajinsky Руські Комарівці,  maďarsky Oroszkomoróc, je obec v Baranynské územní komunitě, v okrese Užhorod,v Zakarpatské oblasti na západě Ukrajiny.
V roce 2001 zde žilo 1573 obyvatel, z toho 83,06% obyvatel bylo ukrajinské nebo rusínské národnosti a 16,18% obyvatel bylo maďarské národnosti. V celé obci žilo (v roce 2025)  2989 obyvatel.

## Části obce
- Ruski Komarivci
- Hlyboke
- Nyžne Solotvyno

## Historie
Do uzavření Trianonské smlouvy byla obec součástí Uherska, poté byla (pod názvem Komárovce) součástí Československa. Od roku 1945 byla součástí Ukrajinské sovětské socialistické republiky, která byla součástí SSSR. Od roku 1991 je součástí nezávislé Ukrajiny.